# Đầu Mạn thiền vu
Đầu Mạn thiền vu (giản thể: 头曼单于; phồn thể: 頭曼單于; bính âm: Tóumàn Chányú) – là thiền vu Hung Nô đầu tiên được biết đến, trị vì từ khoảng 220 đến 209 TCN. Tên gọi Đầu Mạn (Touman) dường như có liên hệ với tiếng Hán trung đại *muan, tiếng Tokhari Tây t(u)māne, tiếng Turk cổ/tiếng Mông Cổ tümen, tiếng Ba Tư hiện đại tumân, nghĩa là '10.000', một vạn).
Vào lúc nước Tần chinh phục 6 nước khác và cai quản Trung Quốc thống nhất vào năm 221 TCN, người Hung Nô du mục đã phát triển thành một thế lực xâm lấn hùng mạnh ở phương bắc và bắt đầu mở rộng cả về phía đông và tây.
Vào lúc đó, người Đông Hồ (東胡) đã rất mạnh còn người Nguyệt Chi thì khá hưng thịnh. Tần Thủy Hoàng, vị hoàng đế đầu tiên của nhà Tần, đã cử 10 vạn hùng binh do tướng Mông Điềm dẫn đầu đi đánh đuổi rợ Hung Nô về phương bắc khoảng 1.000 lý (~ 416 km). Đầu Mạn không thể chống lại quân Tần, đã rút xa về phương bắc, tại nơi ông đã nắm giữa trong hơn 10 năm."
Một thời gian sau cái chết của Mộng Điềm vào năm 210 TCN, Hung Nô một lần nữa lại thâm nhập vào phương nam hướng về Hoàng Hà cho đến khi họ hình thành được biên giới cũ với Trung Nguyên. Đầu Mạn muốn ủng hộ con trai của một người thiếp khác nên đã cử con trưởng của ông là Mặc Đốn làm con tin sang Nguyệt Chi, và sau đó tiến hành một cuộc tấn công đột ngột. Nguyệt Chi định giết chết Mặc Đốn, tuy nhiên ông đã nhanh chóng đoạt lấy một con ngựa và chạy trốn về Hung Nô.
Đầu Mạn, vốn ghi dấu ấn bằng lòng dũng cảm của mình, đã chỉ huy 10.000 kị binh. Tuy nhiên, Mặc Đốn cũng đã huấn luyện được đội quân riêng và đến năm 209 TCN, đã giết chết cha mình, sau đó giết chết mẹ kế, em trai và các quan cấp cao từ chối nhận lệnh của ông, tự lập làm thiền vu.
Với một lực lượng quân sự mới, Mặc Đốn đã lập nên đế quốc Hung Nô.